# Dendrolasma dentipalpe
Dendrolasma dentipalpe is een hooiwagen uit de familie aardhooiwagens (Nemastomatidae). De originele naamcombinatie (protoniem) is Dendrolasma dentipalpe Shear & Gruber, 1983.